# Walentynian II
Walentynian II, Flavius Valentinianus, Valentinianus II (ur. 371, zm. 15 maja 392) – syn Walentyniana I i jego drugiej żony, Justyny. Był cesarzem rzymskim od 375 roku, współrządząc ze swym przyrodnim bratem Gracjanem.

## Życiorys

### Początki panowania
Czteroletni Walentynian został uznany współcesarzem przez 17-letniego Gracjana i Walensa. W trakcie regencji jego matka Justyna sprawowała za niego rządy nad Italią, Ilirią i rzymską Afryką. Była arianką, dlatego też na dworze w Mediolanie zwalczano katolików, których przywódcą był biskup Mediolanu Ambroży. Popularność Ambrożego wpłynęła ostatecznie na spadek pozycji dworu cesarskiego i samego cesarza wśród Rzymian, którzy zaczęli popierać katolików. W 383 Mediolanowi zagroził dowodzący wojskami rzymskimi w Brytanii Magnus Maximus, który przekroczył Alpy, wcześniej ogłaszając się władcą prowincji północno-zachodnich.
Walentynian wraz z matką schronił się na wschodzie u Teodozjusza I, którego żoną była jego siostra Galla. Młodemu cesarzowi, który przeszedł na katolicyzm, Teodozjusz udzielił pomocy, pokonując w 388 wojska uzurpatora i ponownie osadzając 12-letniego władcę na tronie. Doradcą jego został jednak rzymski wódz germańskiego pochodzenia Arbogast, który miał w imieniu Walentyniana sprawować rządy do czasu osiągnięcia przez niego pełnoletniości. 

### Konflikt z Arbogastem
Tym samym cesarza odsunięto od rzeczywistego wpływu na losy państwa. W pałacu w Wiennie nad Rodanem przebywał niemal jako więzień, gdy Arbogast zaczął sprawować niepodzielną władzę na zachodnich ziemiach cesarstwa, podporządkowując sobie administrację i obsadzając ją swymi ludźmi. Z biegiem czasu dorastający Walentynian nie godził się z rolą poddawanego upokorzeniom figuranta. Decydujący okazał się przypadek zamordowania przez Arbogasta jednego z oponentów w obecności cesarza podczas obrad tzw. konsystorza (przybocznej rady cesarskiej). Sprowokowany tym Walentynian na kolejnym posiedzeniu wręczył Arbogastowi dekret pozbawiający go wszystkich urzędów. Wódz zlekceważył jednak tę dymisję słowami „Nie ty dałeś mi władzę i nie ty mi ją zabierzesz”, a pałacowa straż okazała się lojalna wobec wodza. Wkrótce potem cesarza znaleziono powieszonego we własnych komnatach (oficjalną wersją zgonu było samobójstwo, mimo podejrzenia o morderstwo na rozkaz).